# NGC 7129
NGC 7129 је расејано звездано јато у сазвежђу Цефеј које се налази на NGC листи објеката дубоког неба.
Деклинација објекта је + 66° 6' 47" а ректасцензија 21h 42m 58,9s. Привидна величина (магнитуда) објекта NGC 7129 износи 9,7 а фотографска магнитуда 11,5. NGC 7129 је још познат и под ознакама OCL 240, LBN 497.